# Klarup (parochie)
Klarup was een parochie van de Deense Volkskerk in de Deense gemeente Aalborg. De parochie maakte deel uit van het bisdom Aalborg en telt 2.473 kerkleden op een bevolking van 2.715 (2006).
Klarup fuseerde per 1 januari 2015 met Romdrup tot de nieuwe parochie Romdrup-Klarup
Historisch maakt de parochie deel uit van de herred Fleskum. In 1970 werd de parochie opgenomen in de nieuwe gemeente Aalborg.

Gistrup · Gudum · Gudumholm · Gunderup · Klarup · Komdrup · Lillevorde · Mou · Nørre Kongerslev · Nørre Tranders · Nøvling · Romdrup · Romdrup-Klarup · Rørdal · Sejlflod · Skalborg · Sønder Kongerslev · Sønder Tranders · Storvorde